# ジャベル＝アンドレ・シトロエン駅
ジャベル＝アンドレ・シトロエン駅 (ジャベル＝アンドレ・シトロエンえき、仏：Javel — André Citroën) は、フランス・パリの15区にあるメトロ10号線 (地下鉄) の駅。10号線の2つの分岐線は、この駅で合流し、東方へ向かう。
付近にRER C線のジャヴェル駅があり、乗換が可能である。

## 概要
ジャベル＝アンドレ・シトロエン駅は、パリの地下鉄メトロ10号線の駅。10号線は、この駅で、北側の分岐線と南側の分岐線が合流し、東方のオステルリッツ駅方面に向かう。なお、北側の分岐線は、西方のブローニュ＝ポン・ド・サン＝クル駅方面への一方通行であり、南側の分岐線は、東方のオステルリッツ駅方面への一方通行となっている。また、付近にあるジャヴェル駅で、RER C線に乗換え可能だが、道路上を徒歩で移動する必要がある。

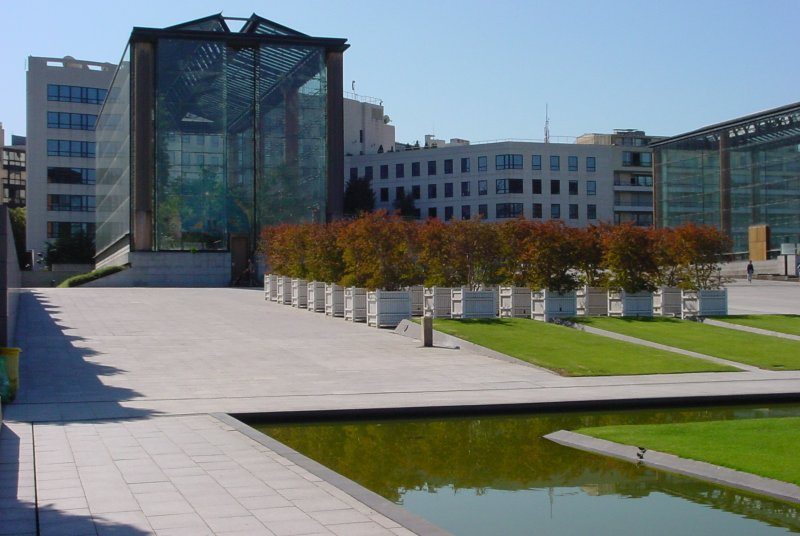
アンドレ＝シトロエン公園の温室 (2005年8月)

パリ南西部の15区西部にあり、エミール＝ゾラ大通り、コンヴァンシオン通り、バラール通り及びセーヌ川沿いを走るケ・アンドレ＝シトロエン通りが集まる円形広場「ロン・ポワン・デュ・ポン＝ミラボー」に位置している。セーヌ川に架かるミラボー橋に近い。
1913年9月30日、8号線の駅として開業した（のちに10号線に移管）。
駅名は、駅が存在する地区（カルチェ）の名前「ジャヴェル」と、駅の南側地域に存在したシトロエン社（アンドレ・シトロエンが創始）の工場にちなんで名付けられた。シトロエン社の工場の跡地は、現在はアンドレ＝シトロエン公園となっている。

## 歴史
- 1913年9月30日、メトロ8号線の駅として開業。
- 1937年7月27日、メトロ8号線の駅がメトロ10号線に移管される。

## 駅周辺
- アンドレ＝シトロエン公園 (Parc André-Citroën)
- サン＝クリストフ＝ド＝ジャヴェル教会 （Église Saint-Christophe-de-Javel）
- ミラボー橋 （Pont Mirabeau）
- ロン・ポワン・デュ・ポン＝ミラボー （Rond-point du Pont-Mirabeau）

## 隣の駅
パリメトロ
10号線
北側の分岐線（西方のブローニュ＝ポン・ド・サン＝クル駅方面への一方通行）と南側の分岐線（東方のオステルリッツ駅方面への一方通行）が、この駅で合流する。
北側の分岐線 : エグリーズ・ドートゥイユ駅 （Église d'Auteuil） ← ジャベル＝アンドレ・シトロエン駅 - シャルル・ミッシェル駅 （Charles Michels）
南側の分岐線 : ミラボー駅 （Mirabeau） → ジャベル＝アンドレ・シトロエン駅 - シャルル・ミッシェル駅 （Charles Michels）